# Verkiezingen voor het Europees Parlement 2019/Kandidatenlijst/CDA
De kandidatenlijst voor de Europese Parlementsverkiezingen 2019 van de lijst CDA - Europese Volkspartij (lijstnummer 2) is na controle door de Kiesraad als volgt vastgesteld:
1. De Lange E.M.R. (Esther) (v), Driebruggen
2. Lenaers J.J.M. (Jeroen) (m), Stramproy
3. Berendsen T.B.W. (Tom) (m), Breda
4. Schreijer-Pierik J.M.G. (Annie) (v), Hengevelde
5. Ormel H.J. (Henk Jan) (m), Rome (IT)
6. Hakbijl C. (Chantal) (v), Utrecht
7. Versteeg D.R. (Daan) (m), Naarden
8. Van der Tak J. (Sjaak) (m), Honselersdijk
9. Herben E.M. (Eveline) (v), Woerden
10. De Wit R.W. (Robert) (m), Groningen
11. Bastings J.A.H. (Jimmy) (m), Etterbeek (BE)
12. Rutten C.A.I.J. (Caspar) (m), Breda
13. Alkemade T.C.W.M. (Theo) (m), Noordwijk
14. Douwstra R.F. (Friso) (m), Leeuwarden
15. Van Bochove B.J. (Bas Jan) (m), Lelystad
16. Maat A.J. (Albert Jan) (m), Paterswolde
17. Peijs K.M.H. (Karla) (v), Harmelen

Democraten 66 (D66) ·
CDA-Europese Volkspartij · 
PVV (Partij voor de Vrijheid) ·
VVD · 
SP (Socialistische Partij) ·
P.v.d.A./Europese Sociaaldemocraten ·
ChristenUnie-SGP ·
GROENLINKS ·
Partij voor de Dieren ·
50PLUS ·
JEZUS LEEFT ·
DENK ·
De Groenen ·
Forum voor Democratie ·
vandeRegio & Piratenpartij ·
Volt Nederland